# Jérôme Bignon (1589–1656)
Jérôme Bignon, född den 24 augusti 1589 i Paris, död den 7 april 1656, var en fransk rättslärd och författare.
Bignon lär redan vid elva års ålder ha utgivit Chorographie, ou description de la Terre sainte (1600) – en bok, som väckte mycken uppmärksamhet och förskaffade honom anställning vid hovet. Sedan han under åren 1604 och 1605 ytterligare författat ett par vetenskapliga arbeten, började han studera lagfarenhet och utgav 1613 Marculphi monachi formulæ, vilket arbete är av stor betydelse för Frankrikes äldre kyrko- och regenthistoria. Bignon blev 1626 generaladvokat hos parlamentet och 1642 föreståndare för kungliga biblioteket i Paris.